# Trasformata di Hankel
In matematica, la trasformata di Hankel è una trasformata integrale, per la prima volta sviluppata dal matematico Hermann Hankel, che esprime una data funzione {\displaystyle f(r)} come una somma pesata di un numero infinito di funzioni di Bessel del primo tipo {\displaystyle J_{\nu }(kr)}. È anche conosciuta come la trasformata di Fourier-Bessel. Le funzioni di Bessel del nucleo integrale sono tutte dello stesso ordine {\displaystyle \nu }, ma differiscono nel fattore di scala {\displaystyle k} lungo l'asse {\displaystyle r}. Il coefficiente {\displaystyle F_{\nu }} di ogni funzione di Bessel, visto come una funzione del fattore di scala {\displaystyle k}, costituisce la trasformata di Hankel. La trasformata di Hankel è strettamente collegata con la serie di Fourier-Bessel, nello stesso modo in cui la trasformata di Fourier per un intervallo infinito è in relazione con la serie di Fourier su un intervallo finito.

## Definizione
La trasformata di Hankel di ordine {\displaystyle \nu } di una funzione {\displaystyle f(r)} è data da
{\displaystyle F_{\nu }(k)=\int _{0}^{\infty }f(r)J_{\nu }(kr)\,r\,\mathrm {d} r,}
dove {\displaystyle J_{\nu }} è la funzione di Bessel del primo tipo di ordine {\displaystyle \nu }, con {\displaystyle \nu \geq -1/2}. La trasformata di Hankel inversa di {\displaystyle F_{\nu }(k)} è definita come
{\displaystyle f(r)=\int _{0}^{\infty }F_{\nu }(k)J_{\nu }(kr)\,k\,\mathrm {d} k,}
che può essere verificata sfruttando la relazione di ortogonalità fra le funzioni di Bessel.

### Dominio di definizione
L'inversione della trasformata di Hankel di una funzione {\displaystyle f(r)} è valida in tutti i punti in cui {\displaystyle f(r)} è continua, a patto che sia definita e continua a tratti in {\displaystyle (0,\infty )}, a variazione limitata in ogni sottointervallo finito di {\displaystyle (0,\infty )} e
{\displaystyle \int _{0}^{\infty }|f(r)|\,r^{\frac {1}{2}}\,\mathrm {d} r<\infty .}
Tuttavia, in analogia con la trasformata di Fourier, si può estendere il dominio tramite un ragionamento sulla densità, includendo alcune funzioni per cui l'integrale precedente non è finito, come {\displaystyle f(r)=(1+r)^{-3/2}}.

### Definizione alternativa
Una definizione alternativa afferma che la trasformata di Hankel di {\displaystyle g(r)} è
{\displaystyle h_{\nu }(k)=\int _{0}^{\infty }g(r)J_{\nu }(kr)\,{\sqrt {kr}}\,\mathrm {d} r.}
Le due definizioni sono collegate:
Se {\displaystyle g(r)=f(r){\sqrt {r}}}, allora {\displaystyle h_{\nu }(k)=F_{\nu }(k){\sqrt {k}}.}
Questo significa che, come per la precedente definizione, la trasformata di Hankel definita in questo modo è la sua stessa inversa:
{\displaystyle g(r)=\int _{0}^{\infty }h_{\nu }(k)J_{\nu }(kr)\,{\sqrt {kr}}\,\mathrm {d} k.}
Il dominio ora ha la condizione
{\displaystyle \int _{0}^{\infty }|g(r)|\,\mathrm {d} r<\infty ,}
ma può essere esteso. Secondo de Branges, si può prendere l'integrale come il limite con l'estremo superiore che tende all'infinito (un integrale improprio invece di un integrale di Lebesgue), e in questo modo la trasformata di Hankel e la sua inversa sono definite per ogni funzione in L2(0, ∞).

## Ortogonalità
Le funzioni di Bessel formano una base ortogonale se pesate con la funzione {\displaystyle r}:
{\displaystyle \int _{0}^{\infty }J_{\nu }(kr)J_{\nu }(k'r)\,r\,\mathrm {d} r={\frac {\delta (k-k')}{k}},\quad k,k'>0.}

## Il teorema di Plancherel e di Parseval
Se le funzioni {\displaystyle f(r)} e {\displaystyle g(r)} possiedono trasformate di Hankel {\displaystyle F_{\nu }(k)} e {\displaystyle G_{\nu }(k)} ben definite, allora il teorema di Plancherel afferma che
{\displaystyle \int _{0}^{\infty }f(r)g(r)\,r\,\mathrm {d} r=\int _{0}^{\infty }F_{\nu }(k)G_{\nu }(k)\,k\,\mathrm {d} k.}
Il teorema di Parseval, che afferma
{\displaystyle \int _{0}^{\infty }|f(r)|^{2}\,r\,\mathrm {d} r=\int _{0}^{\infty }|F_{\nu }(k)|^{2}\,k\,\mathrm {d} k,}
è un caso speciale del teorema di Plancherel. Questi teoremi si possono dimostrare utilizzando la proprietà di ortogonalità.

## Relazioni con altre trasformate

### Relazione con la trasformata di Fourier (simmetria circolare)
La trasformata di Hankel di ordine zero è essenzialmente la trasformata di Fourier in 2 dimensioni di una funzione a simmetria circolare.
Si consideri una funzione bidimensionale {\displaystyle f(\mathbf {r} )} del raggio vettore {\displaystyle r}. La sua trasformata di Fourier è
{\displaystyle F(\mathbf {k} )={\frac {1}{2\pi }}\iint f(\mathbf {r} )e^{-i\mathbf {k} \cdot \mathbf {r} }\,\mathrm {d} \mathbf {r} .}
Senza perdita di generalità, si può scegliere un sistema di coordinate polari {\displaystyle (r,\theta )} in modo che il vettore {\displaystyle \mathbf {k} } giaccia sull'asse {\displaystyle \theta =0} (nel K-spazio). La trasformata di Fourier si scrive ora in queste coordinate come
{\displaystyle F(\mathbf {k} )={\frac {1}{2\pi }}\int _{r=0}^{\infty }\int _{\theta =0}^{2\pi }f(r,\theta )e^{-ikr\cos(\theta )}\,r\,\mathrm {d} \theta \,\mathrm {d} r,}
dove {\displaystyle \theta } è l'angolo tra i vettori {\displaystyle \mathbf {k} } e {\displaystyle \mathbf {r} }. Se la funzione {\displaystyle f} è a simmetria circolare, non ha nessuna dipendenza dalla variabile angolare {\displaystyle \theta } e può essere scritta come {\displaystyle f(r)}. Si può così portare fuori dall'integrazione su {\displaystyle \theta }, e in questo caso la trasformata di Fourier diventa
{\displaystyle F(\mathbf {k} )=F(k)=\int _{0}^{\infty }f(r)J_{0}(kr)\,r\,\mathrm {d} r,}
che è esattamente la trasformata di Hankel di ordine zero di {\displaystyle f(r)}. Analogamente per la trasformata inversa,
{\displaystyle f(\mathbf {r} )={\frac {1}{2\pi }}\iint F(\mathbf {k} )e^{i\mathbf {k} \cdot \mathbf {r} }\,\mathrm {d} \mathbf {k} =\int _{0}^{\infty }F(k)J_{0}(kr)\,k\,\mathrm {d} k,}
quindi {\displaystyle f(r)} è la trasformata di Hankel di ordine zero di {\displaystyle F(k)}.

### Relazione con la trasformata di Fourier (simmetria radiale inndimensioni)
Per una trasformata Fourier n-dimensionale,
{\displaystyle F(\mathbf {k} )={\frac {1}{(2\pi )^{n/2}}}\int f(\mathbf {r} )e^{-i\mathbf {k} \cdot \mathbf {r} }\,d^{n}\mathbf {r} ,}
Se la funzione {\displaystyle f} è a simmetria radiale, allora
{\displaystyle k^{\frac {n-2}{2}}F(k)=\int _{0}^{\infty }r^{\frac {n-2}{2}}f(r)J_{\frac {n-2}{2}}(kr)\,r\,dr.}

### Relazione con la trasformata di Fourier (caso generale in due dimensioni)
Per generalizzare, se {\displaystyle f} può essere espansa in una serie di multipoli,
{\displaystyle f(r,\theta )=\sum _{m=-\infty }^{\infty }f_{m}(r)e^{im\theta },}
e se {\displaystyle \theta _{k}} è l'angolo tra la direzione di {\displaystyle \mathbf {k} } e l'asse {\displaystyle \theta =0}, allora
{\displaystyle {\begin{aligned}F(\mathbf {k} )&={\frac {1}{2\pi }}\int _{0}^{\infty }r\,\mathrm {d} r\,\int _{0}^{2\pi }\mathrm {d} \theta \,f(r,\theta )e^{-ikr\cos(\theta -\theta _{k})}\\&={\frac {1}{2\pi }}\sum _{m}\int _{0}^{\infty }r\,\mathrm {d} r\,\int _{0}^{2\pi }\mathrm {d} \theta \,f_{m}(r)e^{im\theta }e^{-ikr\cos(\theta -\theta _{k})}\\&={\frac {1}{2\pi }}\sum _{m}e^{im\theta _{k}}\int _{0}^{\infty }r\,\mathrm {d} r\,f_{m}(r)\int _{0}^{2\pi }\mathrm {d} \varphi \,e^{im\varphi }e^{-ikr\cos \varphi }&&(\varphi =\theta -\theta _{k})\\&=\sum _{m}e^{im\theta _{k}}\int _{0}^{\infty }r\,\mathrm {d} r\,f_{m}(r)i^{-m}J_{m}(kr)\\&=\sum _{m}i^{-m}e^{im\theta _{k}}\int _{0}^{\infty }f_{m}(r)J_{m}(kr)\,r\,\mathrm {d} r\\&=\sum _{m}i^{-m}e^{im\theta _{k}}F_{m}(k),\end{aligned}}}
dove {\displaystyle F_{m}(k)} è la trasformata di Hankel di ordine {\displaystyle m} di {\displaystyle f_{m}(r)}.

#### Funzioni all'interno di un raggio limitato
Inoltre, se {\displaystyle f_{m}} è sufficientemente liscia vicino all'origine e è zero fuori da una palla di raggio {\displaystyle R}, allora può essere espansa nella serie di Čebyšëv:
{\displaystyle f_{m}(r)=r^{m}\sum _{t\geq 0}f_{mt}\left(1-\left({\tfrac {r}{R}}\right)^{2}\right)^{t},\quad 0\leq r\leq R.}
Sostituendola nell'ultima equazione della sezione precedente si ottiene
{\displaystyle {\begin{aligned}F(\mathbf {k} )&=\sum _{m}i^{-m}e^{im\theta _{k}}\sum _{t}f_{mt}\int _{0}^{R}r^{m}\left(1-\left({\tfrac {r}{R}}\right)^{2}\right)^{t}J_{m}(kr)r\,\mathrm {d} r&&\\&=\sum _{m}i^{-m}e^{im\theta _{k}}R^{m+2}\sum _{t}f_{mt}\int _{0}^{1}x^{m+1}(1-x^{2})^{t}J_{m}(kxR)\,\mathrm {d} x&&(x={\tfrac {r}{R}})\\&=\sum _{m}i^{-m}e^{im\theta _{k}}R^{m+2}\sum _{t}f_{mt}{\frac {t!2^{t}}{(kR)^{1+t}}}J_{m+t+1}(kR),\end{aligned}}}
dove l'ultima uguaglianza segue da §6.567.1 di.
Questo è un caso molto più generale di quello trattato nella precedente sezione. L'aspetto numerico importante è che i coefficienti {\displaystyle f_{mt}} si possono ricavare con le tecniche della trasformata di Fourier discreta.
Questo è un assaggio della trasformata di Hankel veloce.

### Relazione con le trasformate di Fourier e di Abel
In due dimensioni, se si definisce {\displaystyle A} come l'operatore della trasformata di Abel, {\displaystyle F} come l'operatore della trasformata di Fourier, e {\displaystyle H} come la trasformata di Hankel di ordine zero, allora il caso particolare del teorema di proiezione-taglio per le funzioni a simmetria circolare afferma che
{\displaystyle FA=H.}
In altre parole, applicare la trasformata di Abel a una funzione in una dimensione e farne successivamente la trasformata di Fourier è equivalente a applicare la trasformata di Hankel alla funzione. Questo concetto si può estendere a tutte le dimensioni.

## Trasformata di alcune funzioni particolari
| {\displaystyle f(r)}                             | {\displaystyle F_{0}(k)} |
| ------------------------------------------------ | --- |
| {\displaystyle 1}                                | {\displaystyle {\frac {\delta (k)}{k}}} |
| {\displaystyle {\frac {1}{r}}}                   | {\displaystyle {\frac {1}{k}}} |
| {\displaystyle r}                                | {\displaystyle -{\frac {1}{k^{3}}}} |
| {\displaystyle r^{3}}                            | {\displaystyle {\frac {9}{k^{5}}}} |
| {\displaystyle r^{m}}                            | {\displaystyle {\frac {2^{m+1}\Gamma \left({\tfrac {m}{2}}+1\right)}{k^{m+2}\Gamma \left(-{\tfrac {m}{2}}\right)}},\quad -2<\Re (m)<-{\tfrac {1}{2}}} |
| {\displaystyle {\frac {1}{\sqrt {r^{2}+z^{2}}}}} | {\displaystyle {\frac {e^{-k\|z\|}}{k}}} |
| {\displaystyle {\frac {1}{z^{2}+r^{2}}}}         | {\displaystyle K_{0}(kz),\quad z\in \mathbf {C} } |
| {\displaystyle {\frac {e^{iar}}{r}}}             | {\displaystyle {\frac {i}{\sqrt {a^{2}-k^{2}}}},\quad a>0,k<a}                                                                                        |
| {\displaystyle {\frac {e^{iar}}{r}}}             | {\displaystyle {\frac {1}{\sqrt {k^{2}-a^{2}}}},\quad a>0,k>a}                                                                                        |
| {\displaystyle e^{-{\frac {1}{2}}a^{2}r^{2}}}    | {\displaystyle {\frac {1}{a^{2}}}e^{-{\tfrac {k^{2}}{2a^{2}}}}}                                                                                       |
| {\displaystyle {\frac {1}{r}}J_{0}(lr)e^{-sr}}   | {\displaystyle {\frac {2}{\pi {\sqrt {(k+l)^{2}+s^{2}}}}}K{\bigg (}{\sqrt {\frac {4kl}{(k+l)^{2}+s^{2}}}}{\bigg )}}                                   |
| {\displaystyle -r^{2}f(r)}                       | {\displaystyle {\frac {\mathrm {d} ^{2}F_{0}}{\mathrm {d} k^{2}}}+{\frac {1}{k}}{\frac {\mathrm {d} F_{0}}{\mathrm {d} k}}}                           |

| {\displaystyle f(r)}                           | {\displaystyle F_{\nu }(k)} |
| ---------------------------------------------- | --- |
| {\displaystyle r^{s}}                          | {\displaystyle {\frac {2^{s+1}}{k^{s+2}}}{\frac {\Gamma \left({\tfrac {1}{2}}(2+\nu +s)\right)}{\Gamma ({\tfrac {1}{2}}(\nu -s))}}}                                                 |
| {\displaystyle r^{\nu -2s}\Gamma (s,r^{2}h)}   | {\displaystyle {\tfrac {1}{2}}\left({\tfrac {k}{2}}\right)^{2s-\nu -2}\gamma \left(1-s+\nu ,{\tfrac {k^{2}}{4h}}\right)}                                                            |
| {\displaystyle e^{-r^{2}}r^{\nu }U(a,b,r^{2})} | {\displaystyle {\frac {\Gamma (2+\nu -b)}{2\Gamma (2+\nu -b+a)}}\left({\tfrac {k}{2}}\right)^{\nu }e^{-{\frac {k^{2}}{4}}}\,_{1}F_{1}\left(a,2+a-b+\nu ,{\tfrac {k^{2}}{4}}\right)} |
| {\displaystyle r^{n}J_{\mu }(lr)e^{-sr}}       | esprimibile in termine degli integrali ellittici. |
| {\displaystyle -r^{2}f(r)}                     | {\displaystyle {\frac {\mathrm {d} ^{2}F_{\nu }}{\mathrm {d} k^{2}}}+{\frac {1}{k}}{\frac {\mathrm {d} F_{\nu }}{\mathrm {d} k}}-{\frac {\nu ^{2}}{k^{2}}}F_{\nu }}                 |

{\displaystyle K_{n}(z)} è la funzione di Bessel modificata del secondo tipo.
{\displaystyle K(z)} è l'integrale ellittico completo del primo tipo.
L'espressione
{\displaystyle {\frac {\mathrm {d} ^{2}F_{0}}{\mathrm {d} k^{2}}}+{\frac {1}{k}}{\frac {\mathrm {d} F_{0}}{\mathrm {d} k}}}
coincide con l'espressione dell'operatore di Laplace in coordinate polari {\displaystyle (k,\theta )} applicato alla funzione a simmetria sferica {\displaystyle F_{0}(k)}.
La trasformata di Hankel dei polinomi di Zernike sono essenzialmente delle funzioni di Bessel (Noll 1976):
{\displaystyle R_{n}^{m}(r)=(-1)^{\frac {n-m}{2}}\int _{0}^{\infty }J_{n+1}(k)J_{m}(kr)\,\mathrm {d} k}
per {\displaystyle n-m\geq 0} pari.